# Шпекман, Вернер
Ве́рнер Шпе́кман (нем. Werner Speckmann; 21 августа 1913, Дортмунд — 23 февраля 2001, Хамм) — немецкий шахматный композитор, международный мастер (1967) и международный арбитр (1959) по шахматной композиции.
Последователь логической школы в задаче. Главный редактор журнала «Die Schwalbe» (1959—1982), редактор отдела композиции журнала «Deutsche Schachzeitung» (с 1963). Автор книг, посвящённых шахматным миниатюрам (начиная от трёх фигур). Юрист.
С 1929 опубликовал около 2700 задач, преимущественно миниатюр. На конкурсах удостоен ряда отличий, в том числе свыше 30 первых призов.

## Композиции
|   | a | b | c | d | e | f | g | h |   |
| - | --- | --- | --- | --- | --- | --- | --- | --- | - |
| 8 | b8 чёрный слон · g8 чёрный конь · b7 белый слон · c7 чёрная ладья · h7 чёрная пешка · f6 чёрная пешка · b5 чёрная пешка · f5 белая пешка · h5 белый король · b4 чёрная пешка · d4 чёрная пешка · f4 белая пешка · g4 белый конь · a2 чёрный конь · f2 белый слон · g2 белая пешка · h1 чёрный король | b8 чёрный слон · g8 чёрный конь · b7 белый слон · c7 чёрная ладья · h7 чёрная пешка · f6 чёрная пешка · b5 чёрная пешка · f5 белая пешка · h5 белый король · b4 чёрная пешка · d4 чёрная пешка · f4 белая пешка · g4 белый конь · a2 чёрный конь · f2 белый слон · g2 белая пешка · h1 чёрный король | b8 чёрный слон · g8 чёрный конь · b7 белый слон · c7 чёрная ладья · h7 чёрная пешка · f6 чёрная пешка · b5 чёрная пешка · f5 белая пешка · h5 белый король · b4 чёрная пешка · d4 чёрная пешка · f4 белая пешка · g4 белый конь · a2 чёрный конь · f2 белый слон · g2 белая пешка · h1 чёрный король | b8 чёрный слон · g8 чёрный конь · b7 белый слон · c7 чёрная ладья · h7 чёрная пешка · f6 чёрная пешка · b5 чёрная пешка · f5 белая пешка · h5 белый король · b4 чёрная пешка · d4 чёрная пешка · f4 белая пешка · g4 белый конь · a2 чёрный конь · f2 белый слон · g2 белая пешка · h1 чёрный король | b8 чёрный слон · g8 чёрный конь · b7 белый слон · c7 чёрная ладья · h7 чёрная пешка · f6 чёрная пешка · b5 чёрная пешка · f5 белая пешка · h5 белый король · b4 чёрная пешка · d4 чёрная пешка · f4 белая пешка · g4 белый конь · a2 чёрный конь · f2 белый слон · g2 белая пешка · h1 чёрный король | b8 чёрный слон · g8 чёрный конь · b7 белый слон · c7 чёрная ладья · h7 чёрная пешка · f6 чёрная пешка · b5 чёрная пешка · f5 белая пешка · h5 белый король · b4 чёрная пешка · d4 чёрная пешка · f4 белая пешка · g4 белый конь · a2 чёрный конь · f2 белый слон · g2 белая пешка · h1 чёрный король | b8 чёрный слон · g8 чёрный конь · b7 белый слон · c7 чёрная ладья · h7 чёрная пешка · f6 чёрная пешка · b5 чёрная пешка · f5 белая пешка · h5 белый король · b4 чёрная пешка · d4 чёрная пешка · f4 белая пешка · g4 белый конь · a2 чёрный конь · f2 белый слон · g2 белая пешка · h1 чёрный король | b8 чёрный слон · g8 чёрный конь · b7 белый слон · c7 чёрная ладья · h7 чёрная пешка · f6 чёрная пешка · b5 чёрная пешка · f5 белая пешка · h5 белый король · b4 чёрная пешка · d4 чёрная пешка · f4 белая пешка · g4 белый конь · a2 чёрный конь · f2 белый слон · g2 белая пешка · h1 чёрный король | 8 |
| 7 | b8 чёрный слон · g8 чёрный конь · b7 белый слон · c7 чёрная ладья · h7 чёрная пешка · f6 чёрная пешка · b5 чёрная пешка · f5 белая пешка · h5 белый король · b4 чёрная пешка · d4 чёрная пешка · f4 белая пешка · g4 белый конь · a2 чёрный конь · f2 белый слон · g2 белая пешка · h1 чёрный король | b8 чёрный слон · g8 чёрный конь · b7 белый слон · c7 чёрная ладья · h7 чёрная пешка · f6 чёрная пешка · b5 чёрная пешка · f5 белая пешка · h5 белый король · b4 чёрная пешка · d4 чёрная пешка · f4 белая пешка · g4 белый конь · a2 чёрный конь · f2 белый слон · g2 белая пешка · h1 чёрный король | b8 чёрный слон · g8 чёрный конь · b7 белый слон · c7 чёрная ладья · h7 чёрная пешка · f6 чёрная пешка · b5 чёрная пешка · f5 белая пешка · h5 белый король · b4 чёрная пешка · d4 чёрная пешка · f4 белая пешка · g4 белый конь · a2 чёрный конь · f2 белый слон · g2 белая пешка · h1 чёрный король | b8 чёрный слон · g8 чёрный конь · b7 белый слон · c7 чёрная ладья · h7 чёрная пешка · f6 чёрная пешка · b5 чёрная пешка · f5 белая пешка · h5 белый король · b4 чёрная пешка · d4 чёрная пешка · f4 белая пешка · g4 белый конь · a2 чёрный конь · f2 белый слон · g2 белая пешка · h1 чёрный король | b8 чёрный слон · g8 чёрный конь · b7 белый слон · c7 чёрная ладья · h7 чёрная пешка · f6 чёрная пешка · b5 чёрная пешка · f5 белая пешка · h5 белый король · b4 чёрная пешка · d4 чёрная пешка · f4 белая пешка · g4 белый конь · a2 чёрный конь · f2 белый слон · g2 белая пешка · h1 чёрный король | b8 чёрный слон · g8 чёрный конь · b7 белый слон · c7 чёрная ладья · h7 чёрная пешка · f6 чёрная пешка · b5 чёрная пешка · f5 белая пешка · h5 белый король · b4 чёрная пешка · d4 чёрная пешка · f4 белая пешка · g4 белый конь · a2 чёрный конь · f2 белый слон · g2 белая пешка · h1 чёрный король | b8 чёрный слон · g8 чёрный конь · b7 белый слон · c7 чёрная ладья · h7 чёрная пешка · f6 чёрная пешка · b5 чёрная пешка · f5 белая пешка · h5 белый король · b4 чёрная пешка · d4 чёрная пешка · f4 белая пешка · g4 белый конь · a2 чёрный конь · f2 белый слон · g2 белая пешка · h1 чёрный король | b8 чёрный слон · g8 чёрный конь · b7 белый слон · c7 чёрная ладья · h7 чёрная пешка · f6 чёрная пешка · b5 чёрная пешка · f5 белая пешка · h5 белый король · b4 чёрная пешка · d4 чёрная пешка · f4 белая пешка · g4 белый конь · a2 чёрный конь · f2 белый слон · g2 белая пешка · h1 чёрный король | 7 |
| 6 | b8 чёрный слон · g8 чёрный конь · b7 белый слон · c7 чёрная ладья · h7 чёрная пешка · f6 чёрная пешка · b5 чёрная пешка · f5 белая пешка · h5 белый король · b4 чёрная пешка · d4 чёрная пешка · f4 белая пешка · g4 белый конь · a2 чёрный конь · f2 белый слон · g2 белая пешка · h1 чёрный король | b8 чёрный слон · g8 чёрный конь · b7 белый слон · c7 чёрная ладья · h7 чёрная пешка · f6 чёрная пешка · b5 чёрная пешка · f5 белая пешка · h5 белый король · b4 чёрная пешка · d4 чёрная пешка · f4 белая пешка · g4 белый конь · a2 чёрный конь · f2 белый слон · g2 белая пешка · h1 чёрный король | b8 чёрный слон · g8 чёрный конь · b7 белый слон · c7 чёрная ладья · h7 чёрная пешка · f6 чёрная пешка · b5 чёрная пешка · f5 белая пешка · h5 белый король · b4 чёрная пешка · d4 чёрная пешка · f4 белая пешка · g4 белый конь · a2 чёрный конь · f2 белый слон · g2 белая пешка · h1 чёрный король | b8 чёрный слон · g8 чёрный конь · b7 белый слон · c7 чёрная ладья · h7 чёрная пешка · f6 чёрная пешка · b5 чёрная пешка · f5 белая пешка · h5 белый король · b4 чёрная пешка · d4 чёрная пешка · f4 белая пешка · g4 белый конь · a2 чёрный конь · f2 белый слон · g2 белая пешка · h1 чёрный король | b8 чёрный слон · g8 чёрный конь · b7 белый слон · c7 чёрная ладья · h7 чёрная пешка · f6 чёрная пешка · b5 чёрная пешка · f5 белая пешка · h5 белый король · b4 чёрная пешка · d4 чёрная пешка · f4 белая пешка · g4 белый конь · a2 чёрный конь · f2 белый слон · g2 белая пешка · h1 чёрный король | b8 чёрный слон · g8 чёрный конь · b7 белый слон · c7 чёрная ладья · h7 чёрная пешка · f6 чёрная пешка · b5 чёрная пешка · f5 белая пешка · h5 белый король · b4 чёрная пешка · d4 чёрная пешка · f4 белая пешка · g4 белый конь · a2 чёрный конь · f2 белый слон · g2 белая пешка · h1 чёрный король | b8 чёрный слон · g8 чёрный конь · b7 белый слон · c7 чёрная ладья · h7 чёрная пешка · f6 чёрная пешка · b5 чёрная пешка · f5 белая пешка · h5 белый король · b4 чёрная пешка · d4 чёрная пешка · f4 белая пешка · g4 белый конь · a2 чёрный конь · f2 белый слон · g2 белая пешка · h1 чёрный король | b8 чёрный слон · g8 чёрный конь · b7 белый слон · c7 чёрная ладья · h7 чёрная пешка · f6 чёрная пешка · b5 чёрная пешка · f5 белая пешка · h5 белый король · b4 чёрная пешка · d4 чёрная пешка · f4 белая пешка · g4 белый конь · a2 чёрный конь · f2 белый слон · g2 белая пешка · h1 чёрный король | 6 |
| 5 | b8 чёрный слон · g8 чёрный конь · b7 белый слон · c7 чёрная ладья · h7 чёрная пешка · f6 чёрная пешка · b5 чёрная пешка · f5 белая пешка · h5 белый король · b4 чёрная пешка · d4 чёрная пешка · f4 белая пешка · g4 белый конь · a2 чёрный конь · f2 белый слон · g2 белая пешка · h1 чёрный король | b8 чёрный слон · g8 чёрный конь · b7 белый слон · c7 чёрная ладья · h7 чёрная пешка · f6 чёрная пешка · b5 чёрная пешка · f5 белая пешка · h5 белый король · b4 чёрная пешка · d4 чёрная пешка · f4 белая пешка · g4 белый конь · a2 чёрный конь · f2 белый слон · g2 белая пешка · h1 чёрный король | b8 чёрный слон · g8 чёрный конь · b7 белый слон · c7 чёрная ладья · h7 чёрная пешка · f6 чёрная пешка · b5 чёрная пешка · f5 белая пешка · h5 белый король · b4 чёрная пешка · d4 чёрная пешка · f4 белая пешка · g4 белый конь · a2 чёрный конь · f2 белый слон · g2 белая пешка · h1 чёрный король | b8 чёрный слон · g8 чёрный конь · b7 белый слон · c7 чёрная ладья · h7 чёрная пешка · f6 чёрная пешка · b5 чёрная пешка · f5 белая пешка · h5 белый король · b4 чёрная пешка · d4 чёрная пешка · f4 белая пешка · g4 белый конь · a2 чёрный конь · f2 белый слон · g2 белая пешка · h1 чёрный король | b8 чёрный слон · g8 чёрный конь · b7 белый слон · c7 чёрная ладья · h7 чёрная пешка · f6 чёрная пешка · b5 чёрная пешка · f5 белая пешка · h5 белый король · b4 чёрная пешка · d4 чёрная пешка · f4 белая пешка · g4 белый конь · a2 чёрный конь · f2 белый слон · g2 белая пешка · h1 чёрный король | b8 чёрный слон · g8 чёрный конь · b7 белый слон · c7 чёрная ладья · h7 чёрная пешка · f6 чёрная пешка · b5 чёрная пешка · f5 белая пешка · h5 белый король · b4 чёрная пешка · d4 чёрная пешка · f4 белая пешка · g4 белый конь · a2 чёрный конь · f2 белый слон · g2 белая пешка · h1 чёрный король | b8 чёрный слон · g8 чёрный конь · b7 белый слон · c7 чёрная ладья · h7 чёрная пешка · f6 чёрная пешка · b5 чёрная пешка · f5 белая пешка · h5 белый король · b4 чёрная пешка · d4 чёрная пешка · f4 белая пешка · g4 белый конь · a2 чёрный конь · f2 белый слон · g2 белая пешка · h1 чёрный король | b8 чёрный слон · g8 чёрный конь · b7 белый слон · c7 чёрная ладья · h7 чёрная пешка · f6 чёрная пешка · b5 чёрная пешка · f5 белая пешка · h5 белый король · b4 чёрная пешка · d4 чёрная пешка · f4 белая пешка · g4 белый конь · a2 чёрный конь · f2 белый слон · g2 белая пешка · h1 чёрный король | 5 |
| 4 | b8 чёрный слон · g8 чёрный конь · b7 белый слон · c7 чёрная ладья · h7 чёрная пешка · f6 чёрная пешка · b5 чёрная пешка · f5 белая пешка · h5 белый король · b4 чёрная пешка · d4 чёрная пешка · f4 белая пешка · g4 белый конь · a2 чёрный конь · f2 белый слон · g2 белая пешка · h1 чёрный король | b8 чёрный слон · g8 чёрный конь · b7 белый слон · c7 чёрная ладья · h7 чёрная пешка · f6 чёрная пешка · b5 чёрная пешка · f5 белая пешка · h5 белый король · b4 чёрная пешка · d4 чёрная пешка · f4 белая пешка · g4 белый конь · a2 чёрный конь · f2 белый слон · g2 белая пешка · h1 чёрный король | b8 чёрный слон · g8 чёрный конь · b7 белый слон · c7 чёрная ладья · h7 чёрная пешка · f6 чёрная пешка · b5 чёрная пешка · f5 белая пешка · h5 белый король · b4 чёрная пешка · d4 чёрная пешка · f4 белая пешка · g4 белый конь · a2 чёрный конь · f2 белый слон · g2 белая пешка · h1 чёрный король | b8 чёрный слон · g8 чёрный конь · b7 белый слон · c7 чёрная ладья · h7 чёрная пешка · f6 чёрная пешка · b5 чёрная пешка · f5 белая пешка · h5 белый король · b4 чёрная пешка · d4 чёрная пешка · f4 белая пешка · g4 белый конь · a2 чёрный конь · f2 белый слон · g2 белая пешка · h1 чёрный король | b8 чёрный слон · g8 чёрный конь · b7 белый слон · c7 чёрная ладья · h7 чёрная пешка · f6 чёрная пешка · b5 чёрная пешка · f5 белая пешка · h5 белый король · b4 чёрная пешка · d4 чёрная пешка · f4 белая пешка · g4 белый конь · a2 чёрный конь · f2 белый слон · g2 белая пешка · h1 чёрный король | b8 чёрный слон · g8 чёрный конь · b7 белый слон · c7 чёрная ладья · h7 чёрная пешка · f6 чёрная пешка · b5 чёрная пешка · f5 белая пешка · h5 белый король · b4 чёрная пешка · d4 чёрная пешка · f4 белая пешка · g4 белый конь · a2 чёрный конь · f2 белый слон · g2 белая пешка · h1 чёрный король | b8 чёрный слон · g8 чёрный конь · b7 белый слон · c7 чёрная ладья · h7 чёрная пешка · f6 чёрная пешка · b5 чёрная пешка · f5 белая пешка · h5 белый король · b4 чёрная пешка · d4 чёрная пешка · f4 белая пешка · g4 белый конь · a2 чёрный конь · f2 белый слон · g2 белая пешка · h1 чёрный король | b8 чёрный слон · g8 чёрный конь · b7 белый слон · c7 чёрная ладья · h7 чёрная пешка · f6 чёрная пешка · b5 чёрная пешка · f5 белая пешка · h5 белый король · b4 чёрная пешка · d4 чёрная пешка · f4 белая пешка · g4 белый конь · a2 чёрный конь · f2 белый слон · g2 белая пешка · h1 чёрный король | 4 |
| 3 | b8 чёрный слон · g8 чёрный конь · b7 белый слон · c7 чёрная ладья · h7 чёрная пешка · f6 чёрная пешка · b5 чёрная пешка · f5 белая пешка · h5 белый король · b4 чёрная пешка · d4 чёрная пешка · f4 белая пешка · g4 белый конь · a2 чёрный конь · f2 белый слон · g2 белая пешка · h1 чёрный король | b8 чёрный слон · g8 чёрный конь · b7 белый слон · c7 чёрная ладья · h7 чёрная пешка · f6 чёрная пешка · b5 чёрная пешка · f5 белая пешка · h5 белый король · b4 чёрная пешка · d4 чёрная пешка · f4 белая пешка · g4 белый конь · a2 чёрный конь · f2 белый слон · g2 белая пешка · h1 чёрный король | b8 чёрный слон · g8 чёрный конь · b7 белый слон · c7 чёрная ладья · h7 чёрная пешка · f6 чёрная пешка · b5 чёрная пешка · f5 белая пешка · h5 белый король · b4 чёрная пешка · d4 чёрная пешка · f4 белая пешка · g4 белый конь · a2 чёрный конь · f2 белый слон · g2 белая пешка · h1 чёрный король | b8 чёрный слон · g8 чёрный конь · b7 белый слон · c7 чёрная ладья · h7 чёрная пешка · f6 чёрная пешка · b5 чёрная пешка · f5 белая пешка · h5 белый король · b4 чёрная пешка · d4 чёрная пешка · f4 белая пешка · g4 белый конь · a2 чёрный конь · f2 белый слон · g2 белая пешка · h1 чёрный король | b8 чёрный слон · g8 чёрный конь · b7 белый слон · c7 чёрная ладья · h7 чёрная пешка · f6 чёрная пешка · b5 чёрная пешка · f5 белая пешка · h5 белый король · b4 чёрная пешка · d4 чёрная пешка · f4 белая пешка · g4 белый конь · a2 чёрный конь · f2 белый слон · g2 белая пешка · h1 чёрный король | b8 чёрный слон · g8 чёрный конь · b7 белый слон · c7 чёрная ладья · h7 чёрная пешка · f6 чёрная пешка · b5 чёрная пешка · f5 белая пешка · h5 белый король · b4 чёрная пешка · d4 чёрная пешка · f4 белая пешка · g4 белый конь · a2 чёрный конь · f2 белый слон · g2 белая пешка · h1 чёрный король | b8 чёрный слон · g8 чёрный конь · b7 белый слон · c7 чёрная ладья · h7 чёрная пешка · f6 чёрная пешка · b5 чёрная пешка · f5 белая пешка · h5 белый король · b4 чёрная пешка · d4 чёрная пешка · f4 белая пешка · g4 белый конь · a2 чёрный конь · f2 белый слон · g2 белая пешка · h1 чёрный король | b8 чёрный слон · g8 чёрный конь · b7 белый слон · c7 чёрная ладья · h7 чёрная пешка · f6 чёрная пешка · b5 чёрная пешка · f5 белая пешка · h5 белый король · b4 чёрная пешка · d4 чёрная пешка · f4 белая пешка · g4 белый конь · a2 чёрный конь · f2 белый слон · g2 белая пешка · h1 чёрный король | 3 |
| 2 | b8 чёрный слон · g8 чёрный конь · b7 белый слон · c7 чёрная ладья · h7 чёрная пешка · f6 чёрная пешка · b5 чёрная пешка · f5 белая пешка · h5 белый король · b4 чёрная пешка · d4 чёрная пешка · f4 белая пешка · g4 белый конь · a2 чёрный конь · f2 белый слон · g2 белая пешка · h1 чёрный король | b8 чёрный слон · g8 чёрный конь · b7 белый слон · c7 чёрная ладья · h7 чёрная пешка · f6 чёрная пешка · b5 чёрная пешка · f5 белая пешка · h5 белый король · b4 чёрная пешка · d4 чёрная пешка · f4 белая пешка · g4 белый конь · a2 чёрный конь · f2 белый слон · g2 белая пешка · h1 чёрный король | b8 чёрный слон · g8 чёрный конь · b7 белый слон · c7 чёрная ладья · h7 чёрная пешка · f6 чёрная пешка · b5 чёрная пешка · f5 белая пешка · h5 белый король · b4 чёрная пешка · d4 чёрная пешка · f4 белая пешка · g4 белый конь · a2 чёрный конь · f2 белый слон · g2 белая пешка · h1 чёрный король | b8 чёрный слон · g8 чёрный конь · b7 белый слон · c7 чёрная ладья · h7 чёрная пешка · f6 чёрная пешка · b5 чёрная пешка · f5 белая пешка · h5 белый король · b4 чёрная пешка · d4 чёрная пешка · f4 белая пешка · g4 белый конь · a2 чёрный конь · f2 белый слон · g2 белая пешка · h1 чёрный король | b8 чёрный слон · g8 чёрный конь · b7 белый слон · c7 чёрная ладья · h7 чёрная пешка · f6 чёрная пешка · b5 чёрная пешка · f5 белая пешка · h5 белый король · b4 чёрная пешка · d4 чёрная пешка · f4 белая пешка · g4 белый конь · a2 чёрный конь · f2 белый слон · g2 белая пешка · h1 чёрный король | b8 чёрный слон · g8 чёрный конь · b7 белый слон · c7 чёрная ладья · h7 чёрная пешка · f6 чёрная пешка · b5 чёрная пешка · f5 белая пешка · h5 белый король · b4 чёрная пешка · d4 чёрная пешка · f4 белая пешка · g4 белый конь · a2 чёрный конь · f2 белый слон · g2 белая пешка · h1 чёрный король | b8 чёрный слон · g8 чёрный конь · b7 белый слон · c7 чёрная ладья · h7 чёрная пешка · f6 чёрная пешка · b5 чёрная пешка · f5 белая пешка · h5 белый король · b4 чёрная пешка · d4 чёрная пешка · f4 белая пешка · g4 белый конь · a2 чёрный конь · f2 белый слон · g2 белая пешка · h1 чёрный король | b8 чёрный слон · g8 чёрный конь · b7 белый слон · c7 чёрная ладья · h7 чёрная пешка · f6 чёрная пешка · b5 чёрная пешка · f5 белая пешка · h5 белый король · b4 чёрная пешка · d4 чёрная пешка · f4 белая пешка · g4 белый конь · a2 чёрный конь · f2 белый слон · g2 белая пешка · h1 чёрный король | 2 |
| 1 | b8 чёрный слон · g8 чёрный конь · b7 белый слон · c7 чёрная ладья · h7 чёрная пешка · f6 чёрная пешка · b5 чёрная пешка · f5 белая пешка · h5 белый король · b4 чёрная пешка · d4 чёрная пешка · f4 белая пешка · g4 белый конь · a2 чёрный конь · f2 белый слон · g2 белая пешка · h1 чёрный король | b8 чёрный слон · g8 чёрный конь · b7 белый слон · c7 чёрная ладья · h7 чёрная пешка · f6 чёрная пешка · b5 чёрная пешка · f5 белая пешка · h5 белый король · b4 чёрная пешка · d4 чёрная пешка · f4 белая пешка · g4 белый конь · a2 чёрный конь · f2 белый слон · g2 белая пешка · h1 чёрный король | b8 чёрный слон · g8 чёрный конь · b7 белый слон · c7 чёрная ладья · h7 чёрная пешка · f6 чёрная пешка · b5 чёрная пешка · f5 белая пешка · h5 белый король · b4 чёрная пешка · d4 чёрная пешка · f4 белая пешка · g4 белый конь · a2 чёрный конь · f2 белый слон · g2 белая пешка · h1 чёрный король | b8 чёрный слон · g8 чёрный конь · b7 белый слон · c7 чёрная ладья · h7 чёрная пешка · f6 чёрная пешка · b5 чёрная пешка · f5 белая пешка · h5 белый король · b4 чёрная пешка · d4 чёрная пешка · f4 белая пешка · g4 белый конь · a2 чёрный конь · f2 белый слон · g2 белая пешка · h1 чёрный король | b8 чёрный слон · g8 чёрный конь · b7 белый слон · c7 чёрная ладья · h7 чёрная пешка · f6 чёрная пешка · b5 чёрная пешка · f5 белая пешка · h5 белый король · b4 чёрная пешка · d4 чёрная пешка · f4 белая пешка · g4 белый конь · a2 чёрный конь · f2 белый слон · g2 белая пешка · h1 чёрный король | b8 чёрный слон · g8 чёрный конь · b7 белый слон · c7 чёрная ладья · h7 чёрная пешка · f6 чёрная пешка · b5 чёрная пешка · f5 белая пешка · h5 белый король · b4 чёрная пешка · d4 чёрная пешка · f4 белая пешка · g4 белый конь · a2 чёрный конь · f2 белый слон · g2 белая пешка · h1 чёрный король | b8 чёрный слон · g8 чёрный конь · b7 белый слон · c7 чёрная ладья · h7 чёрная пешка · f6 чёрная пешка · b5 чёрная пешка · f5 белая пешка · h5 белый король · b4 чёрная пешка · d4 чёрная пешка · f4 белая пешка · g4 белый конь · a2 чёрный конь · f2 белый слон · g2 белая пешка · h1 чёрный король | b8 чёрный слон · g8 чёрный конь · b7 белый слон · c7 чёрная ладья · h7 чёрная пешка · f6 чёрная пешка · b5 чёрная пешка · f5 белая пешка · h5 белый король · b4 чёрная пешка · d4 чёрная пешка · f4 белая пешка · g4 белый конь · a2 чёрный конь · f2 белый слон · g2 белая пешка · h1 чёрный король | 1 |
|   | a | b | c | d | e | f | g | h |   |

Тематические ложные следы:
- 1.Cf3? Лс3!,
- 1.Се4? Ле7! (но не 1. …Кс3 2.Cf3),
- 1.Cd5? Лс5! (но не 1. …Ке7 2.Се4 Кс3 3.Cf3).
- Решает 1.Са8! Ла7 2.Cd5 Ke7 3.Се4 Кс3 4.Cf3 и 5.g3#

## Книги
- Strategie im Schachproblem 242 Miniaturen, Verlag Walter de Gruyter, Berlin, 1959
- Schachkompositionen — Ein Vergleich zwischen Problem, Partie und Studie, Verlag Walter Rau, Düsseldorf, 1965 (перевод части книги Умнова)
- Kleinkunst im Schachproblem Verlag Walter Rau, Düsseldorf, 1963 (вместе ц Палатцом, Массманом и Фабелем)
- Meisterwerke der Endspielkunst, Verlag Walter de Gruyter, Berlin, 1964 (перевод книги Гурвича)
- Schachminiaturen Zweizüger, Verlag Walter de Gruyter, Berlin, 1965
- Das logische Schachproblem, Verlag Walter Rau, Düsseldorf, 1965
- Kleinste Schachaufgaben Drei- und Viersteiner, Verlag Walter Rau, Düsseldorf, 1970
- Zweizügige Sternflucht — Miniaturen (Anhang: Kreuzflucht), Sonderdruck, Die Schwalbe, nach 1974
- Mattaufgaben mit drei und vier Steinen 1. Teil: Zwei- und Dreizüger, Sonderdruck, feenschach, 1976
- Mattaufgaben mit drei und vier Steinen 2. Teil: Vier- und Mehrzüger, Sonderdruck, feenschach, 1979
- An der Schwelle zur Miniatur 66 Zweizüger mit acht Steinen, Die Schwalbe, 1979
- Pikante Miniaturen ein Leitfaden für Anfänger und Kenner, Franck‘sche Verlagshandlung, Stuttgart, 1981
- Einführung in die Welt des Schachproblems 600 Zweizüger-Miniaturen, Verlag Walter Rau, Düsseldorf, 1984
- Perlen in der Schachkomposition dreizügige Miniaturen, Verlag Walter de Gruyter, Berlin, 1985
- Schachminiaturen mit schwarzer Dame Probleme und Studien, Verlag Joachim Beyer, Hollfeld, 1988
- Schachmatt in 3 Zügen, Selbstverlag, 1988
- Schachmatt in 2 Zügen, Selbstverlag, 1990
- Fremdlinge auf dem Schachbrett, Selbstverlag, 1992
- Schachmatt in 4 und mehr Zügen, Selbstverlag, 1993
- Schachmatt mit acht Steinen, Selbstverlag, 1994